# Coppa del mondo di mountain bike 1993
La Coppa del mondo di mountain bike 1993 fu la terza edizione della competizione organizzata dall'Unione Ciclistica Internazionale e fu supportata da Grundig. Si disputò per la prima volta su due discipline: cross country (10 tappe) e downhill (6 tappe).

## Cross country
| Data              | Luogo              | Vincitore           | Vincitrice     |
| ----------------- | ------------------ | ------------------- | -------------- |
| ?                 | Barcellona         | Thomas Frischknecht | Juli Furtado   |
| ?                 | Bassano del Grappa | Mike Kluge          | Juli Furtado   |
| ?                 | Houffalize         | Mike Kluge          | Juli Furtado   |
| ?                 | Mount Snow         | Thomas Frischknecht | Juli Furtado   |
| ?                 | Mont-Sainte-Anne   | Tinker Juarez       | Juli Furtado   |
| ?                 | Bromont            | Gerhard Zadrobilek  | Juli Furtado   |
| ?                 | Vail               | Beat Wabel          | Juli Furtado   |
| ?                 | Mammoth Lakes      | David Wiens         | Juli Furtado   |
| ?                 | Plymouth           | David Baker         | Ruthie Matthes |
| ?                 | Berlino            | Henrik Djernis      | Juli Furtado   |
| Classifica finale | Classifica finale  | Thomas Frischknecht | Juli Furtado   |

## Downhill
| Data              | Luogo             | Vincitore        | Vincitrice       |
| ----------------- | ----------------- | ---------------- | ---------------- |
| ?                 | Cap-d'Ail         | Nicolas Vouilloz | Giovanna Bonazzi |
| ?                 | Lillehammer       | Rune Høydahl     | Regina Stiefl    |
| ?                 | Mont-Sainte-Anne  | John Tomac       | Missy Giove      |
| ?                 | Vail              | Dave Cullinan    | Missy Giove      |
| ?                 | Hunter Mountain   | Jürgen Beneke    | Regina Stiefl    |
| ?                 | Kaprun            | Jürgen Beneke    | Regina Stiefl    |
| Classifica finale | Classifica finale | Jürgen Beneke    | Regina Stiefl    |